# 古書買い取ります!!
『古書買い取ります!!』は、桂木たくみによる日本の成人向け漫画。『メンズヤング』（双葉社）で2000年11月号に読み切りとして発表した後、2001年3月号から2002年8月号まで連載された。全18話（連載版全17話＋読切り1話）。

## 概要
古書店「夢幻堂3号店」を舞台にお人好しでちょっとエッチな女店長・本田蒔絵と人の心の中が読める能力と予知能力を持った妹・早苗、夢幻堂の社長、そしてさまざまな悩みを抱えるお客様が織りなすエッチなラブストーリー。
作者である桂木たくみは古書店での勤務経験があり、主人公と同じお雇い店長になるまで勤務していた。その時に得た知識や経験が作中に盛り込まれている一方で「古書店にとって最大の問題である仕入れや万引きの話まで描けなかった事と理想論で決着をつけざるを得なかった」と残念に思うコメントを残している。

## 登場人物

### 主要人物
本田蒔絵（ほんだ まきえ）
本作の主人公。21歳（第10話で22歳になる）。古書店「夢幻堂3号店」の雇われ店長。幼少時に両親が亡くなり、妹である早苗と「本田屋旅館」の養女として引き取られる。読書好きで高校時代は図書委員を務める。その頃にクラスメートであった工藤和樹や他のクラスの男子生徒から愛の告白をされるも前者は級友であるななみが彼に恋愛感情を持っていたのを知っていた為であり、後者に関してはこの頃から義兄である祐一から凌辱を受け続けており「心も身体も汚れ果てた自分が幸せになる資格がない」とネガティブになっていたために告白を悉く拒んだ。その事で自暴自棄になったためか「きっかけさえあれば誰とでも寝る」と豪語し、体を許す淫乱な一面も持つ。一生誰とも結婚することなく夢幻堂の店長を務め続けようと恋愛に関して一切無関心でいたが、胃潰瘍にかかりストレスでやつれ、不健康な生活を続けていく社長を見ているうちに放って置けなくなり「私の知らない所で大事な人が去っていくのはイヤなの！！」と逆プロポーズ、蒔絵に対して既に恋愛感情を抱いていた社長もそのプロポーズを受け入れ、そのままお互いに激しく愛し合った。
本田早苗（ほんだ さなえ）
蒔絵の妹で「猫屋敷ちま」というペンネームを持つ女流エロ漫画家。19歳。蒔絵が義兄である祐一に凌辱されているのを目撃したショックで目を見ることで人の心が読める能力と予知能力を持つ。その予知能力は百発百中で蒔絵が忠告を無視したばかりに散々な目に遭っている(第1話にて)。また社長が蒔絵に恋愛感情を持っている事も見抜いた。蒔絵が凌辱を受けていた件が原因の男性不信もあり涼介との性行為を拒んでいたが、蒔絵が社長と結ばれ、早苗に対する涼介の純粋で一途な思いが分かると本当の彼氏彼女の関係となった。
涼介（りょうすけ）
苗字不明。早苗の男友達であったが、突然に早苗の考えていることが見えるようになったことで早苗の本当の気持ちと蒔絵と早苗の悲惨な過去を知ると本気で好きになり、最終回で本当の彼氏彼女の関係になる。
工藤和樹（くどう かずき）
蒔絵の高校時代の同級生で「夢幻堂3号店」の近隣にできた総合リサイクルショップチェーンの古本屋「レジェンド」の店長。1年前に早苗から「お姉ちゃんを幸せにして欲しい」と連絡を受け、蒔絵に二度目のプロポーズもするも「夢幻堂の店長だから」と拒まれ、自身を踏み躙られたとして「夢幻堂潰し」に躍起になるが、蒔絵の本心を知った事で憎しみが消えるとレジェンドを辞め、田舎に帰ってやり直そうとしていた矢先に彼のやり手ぶりを見抜いていた社長から「夢幻堂4号店」の雇われ店長に任されると水木をヘッドハンティングした。

### 夢幻堂
社長
本名不明。40歳代の独身で社長として４店舗の「夢幻堂」を取り仕切る。仕事上のストレスが原因の胃潰瘍となり二日で退院するも「やつれて死んでいく姿を見たくない」とばかりに蒔絵から逆プロポーズされ、受け入れた。
谷口努（たにぐち つとむ）
大型店の「夢幻堂1号店」の雇われ店長。漫画家志望。第1巻巻末に収録された書き下ろし「むげんどう雑記」のみに登場で本編未登場。
竹内健（たけうち けん）
音楽映像ソフトと芸能関係専門の「夢幻堂2号店」の雇われ店長。大のザ・ビートルズマニア。第1巻巻末に収録された書き下ろし「むげんどう雑記」のみに登場で本編未登場。

### レジェンド
水木奈緒（みずき・なお）
本が大好きなレジェンドのアルバイター。店長である工藤に恋愛感情を持つも凌辱されるようになるが、蒔絵のことしか頭にない店長を振り向かせようと躍起になる。工藤に命じられた調査により蒔絵の過去と淫らな素性を知る一人でもある。工藤がレジェンドを辞めてからもアルバイターとして働き続けるが、「夢幻堂4号店」の店長になった工藤にヘッドハンティングされる。
氷室涼華（ひむろ・りょうか）
「レジェンド」関東監査役員で工藤を性玩具のように弄ぶ。

### その他
綾（あや）
第5話に登場。毎週水曜に少女漫画「ふたりでいこう！」を買いに来る小学生の女の子。無愛想で蒔絵に対してそっけない態度をとる。ちなみに綾の実父は第4話で蒔絵に因縁をつけた男で妻とは別居中。父が大好きな綾に「ママのところに行け」と勧める。
たまやん
第8話に登場。夢幻堂と取引がある古紙回収業者の若い男性。リーゼントスタイルで礼儀正しく、手伝ってくれたお客さんに対しても缶ジュースを奢ったりときちんとお礼をする。ロック専門の古書店を開くのが夢。
小桃（こもも）
第8話に登場。たまやんの近所に住む幼なじみでお見合い相手。「結婚したら苦労をかける」と思ったたまやんが見合いを破談にしたいと蒔絵に頼んで芝居を打ち、蒔絵と愛し合う姿を見せつけられて悔し涙を流した。
島本ななみ（しまもと・ななみ）
蒔絵の高校時代の大親友。旧姓：山口。蒔絵の誕生日を祝うために夢幻堂に訪れ、工藤が東京に来ていることを教えた。かつて工藤と付き合っていたが別の男性と結婚、睦と言う息子を持つ1児の母。
祐一（ゆういち）
蒔絵と早苗を引き取った「本田屋旅館」の跡取り息子で蒔絵と早苗の義兄。高校生だった蒔絵を凌辱し続けた張本人。ちなみに「従兄弟の蒔絵か早苗のどちらかを俺の嫁にしてこの旅館を継がせる」と言う条件で二人を養女にしたとの事。

## 書誌情報
- 『古書買い取ります!!』 双葉社〈アクションコミックス〉全2巻

### 第1巻
- 2001年12月12日初版発行、ISBN 978-4-575-82622-7

| 話数 | サブタイトル                     | 掲載号       | 備考 |
| ---- | -------------------------------- | ------------ | ---- |
| 1    | 水難の相                         | 2001年3月号  |      |
| 2    | 店長さんの茶飲み友だち           | 2001年4月号  |      |
| 3    | 妹の恋人                         | 2001年5月号  |      |
| 4    | 最悪の日                         | 2001年6月号  |      |
| 5    | 水曜日の綾ちゃん                 | 2001年7月号  |      |
| 6    | 興奮しないで                     | 2001年8月号  |      |
| 7    | 初恋                             | 2001年9月号  |      |
| 8    | 嵐の前                           | 2001年10月号 |      |
| 9    | 1st ROUND                        | 2001年11月号 |      |
|      | あとがきまんが「むげんどう雑記」 | 書き下ろし   |      |

### 第2巻
- 2002年11月28日初版発行、ISBN 978-4-575-82746-0

| 話数       | サブタイトル   | 掲載号       | 備考  |
| ---------- | -------------- | ------------ | ----- |
| 10         | 級友           | 2001年12月号 |       |
| 11         | 決別           | 2002年2月号  |       |
| 12         | 錯綜する心     | 2002年3月号  |       |
| 13         | 春の夢         | 2002年4月号  |       |
| 14         | 早苗の秘密     | 2002年5月号  |       |
| 15         | 閉ざされた希望 | 2002年6月号  |       |
| 16         | 雨の中         | 2002年7月号  |       |
| 17         | 本田蒔絵       | 2002年8月号  |       |
| 特別読切編 | 本田蒔絵光る!! | 2000年11月号 | [ 3 ] |

- アクションコミックス版は絶版であるが、グループ・ゼロによる電子書籍版が電子書籍販売サイトやマンガ図書館Zで購入・閲覧が可能。

## 備考
- 連載終了から間もない2002年11月、大阪府古書籍商業協同組合（大阪古書組合）に「本田蒔絵　愛のメッセージ」と題された書き下ろしイラストを寄稿し、「大阪古書月報」（平成14年1月1日号）に掲載された。（現在は公式サイトで閲覧可能[2]）。
- 藤倉珊がと学会で「ヘンな古本二選」の一つとして本作が紹介された[4]。